# Downsizing (phim)
Downsizing (tạm dịch: Thu nhỏ) là một bộ phim hài kịch, khoa học viễn tưởng của Hoa Kỳ năm 2017 do Alexander Payne làm đạo diễn, kịch bản đồng viết bởi Payne và Jim Taylor với sự tham gia diễn xuất của Matt Damon, Christoph Waltz, Hồng Châu và Kristen Wiig. Phim kể về câu chuyện của Paul Safrânek - một gã trung niên bị mắc kẹt trong mớ công việc trị liệu nhàm chán đã quyết định thực hiện quy trình thu nhỏ cơ thể được khoa học phát minh nhằm bắt đầu cuộc sống mới trong một cộng đồng thử nghiệm, hành trình của Paul rẽ sang hướng bất ngờ sau khi anh kết bạn với một nhà hoạt động xã hội nghèo đói. Quá trình quay phim được thực hiện tại Ontario, Canada vào ngày 1 tháng 4 năm 2016.
Downsizing công chiếu lần đầu tại Liên hoan phim Quốc tế Venice lần thứ 74 vào ngày 30 tháng 8 năm 2017 và được hãng Paramount Pictures chính thức phát hành chiếu rạp tại Hoa Kỳ gần 4 tháng sau đó. Phim là bom xịt phòng vé, chỉ thu được 55 triệu USD so với kinh phí sản xuất 68–76 triệu USD và nhận về nhiều đánh giá trái chiều từ phía các nhà phê bình. Tuy nhiên, Downsizing vẫn được Ủy ban Quốc gia về Phê bình Điện ảnh bình chọn là một trong mười bộ phim hay nhất năm 2017, màn nhập vai của Hồng Châu được xem là nhân tố nổi bật nhất trong toàn bộ dàn diễn viên khi mang về cho cô một đề cử hạng mục Nữ diễn viên phụ xuất sắc nhất tại Lễ trao giải Quả cầu vàng lần thứ 75.

## Cốt truyện
Để giải quyết bài toán đau đầu về tình trạng bùng nổ dân số và sự nóng lên toàn cầu, nhà khoa học người Na Uy - Tiến sĩ Jørgen Asbjørnsen đã đi một nước cờ táo bạo - phát minh ra Downsizing - quy trình thu nhỏ vật liệu hữu cơ không thể đảo ngược. Ông trở thành một phần của nhóm đối tượng thử nghiệm đầu tiên trên con người khi tình quyện thu nhỏ cơ thể xuống còn khoảng 5 inch nhằm giảm thiểu tối đa diện tích đất đai chiếm hữu, không gian sinh hoạt cũng như tiết kiệm nguyên liệu. Sau khi công bố kết quả trong một hội nghị 5 năm sau đó, toàn thế giới đã chấn động trước sự kiện mang tính bước ngoặt này.
Mười năm sau, Paul và Audrey Safrânek - một cặp vợ chồng ở Omaha đang vật lộn khó khăn về tài chính đến mức không có đủ tiền mua nổi căn nhà - tình cờ gặp bộ đôi thu nhỏ Dave và Carol Johnson tại buổi họp mặt trường trung học cũ của Paul. Thay vì chú tâm vào những mánh khóe quảng cáo bảo vệ môi trường, Dave cho rằng lý do thực sự đằng sau Downsizing chính là việc tiết kiệm được một khoảng tiền khổng lồ khi con người nhỏ lại. Hồ hởi vào hy vọng những khó khăn do gánh nặng cơm áo gạo tiền trong cuộc sống sẽ được hóa giải hết, nhà Safrânek quyết định đăng ký thủ tục Downsizing và chuyển đến Leisureland, New Mexico. Tuy nhiên cho đến phút cuối khi nằm trong phòng hồi sức, Paul lại nhận được cuộc gọi từ Audrey báo rằng cô hối hận và không muốn thực hiện theo kế hoạch nữa, hai vợ chồng cãi nhau gay gắt rồi ly thân kể từ đó.
Một năm sau, Paul ký giấy ly dị, chia đôi tài sản, chuyển đến căn hộ nhỏ và bắt đầu hành nghề dịch vụ khách hàng để trang trải chi phí sinh hoạt vì giấy phép vật lý trị liệu trước đó của anh đã hết hiệu lực. Rồi anh theo đuổi mối tình với một bà mẹ đơn thân nhưng cuối cùng mọi chuyện chẳng đi đến đâu. Tức giận, anh lao đầu vào tiệc tùng thâu đêm do người hàng xóm mờ ám Dušan tổ chức. Sáng hôm sau, Paul nhận ra một trong những người dọn dẹp nhà cửa của Dušan là Trần Ngọc Lan - thời sự đưa tin nhân vật này là nhà hoạt động chính trị người Việt Nam bị buộc phải thu nhỏ trái với ý muốn và nhốt vào nhà tù. Sau đó cô trốn thoát trong chiếc hộp đựng Tivi, xém mất mạng khi chuyển đến Hoa Kỳ và được đưa về Leisureland một năm trước đó để đoạn chi.
Vì muốn giúp Ngọc Lan lắp chân giả, Paul đến căn hộ của cô và bị sốc bởi đây là khu ổ chuột tồi tàn nhất nằm ngay bên ngoài bức tường Leisureland - khu sinh sống tạm bợ của nhân viên dịch vụ cộng đồng. Ngọc Lan nhờ Paul cố gắng giúp đỡ người bạn bệnh nặng đang hấp hối, tuy nhiên vì không phải là bác sĩ nên Paul chỉ có thể cho cô một ít thuốc giảm đau. Khi lắp đặt linh kiện vào chân giả, Paul vô tình làm gãy mất nên buộc phải trở thành trợ lý của Lan cho đến khi cô có một chiếc chân mới thay thế. Anh không chỉ hoàn thành công việc dọn dẹp mà còn phải đi đến nhiều nhà hàng khác nhau để gói thức ăn thừa, mang nó về khu ổ chuột và trao cho những người già neo đơn tại đây. Sau khi biết những gì Paul đang làm, Dušan cố gắng giúp Paul thoát thân bằng cách giao nhiệm vụ cho anh vận chuyển đồ tiếp tế đến khu dân cư đầu tiên của những người thu nhỏ. Điều bất ngờ là Ngọc Lan cũng quyết định đi cùng vì tình cờ cô có lời mời đến thăm tiến sĩ Asbjørnsen, trước đó ông đã nghe được về hành trình vượt thoát đầy đau đớn của Lan.
Tại một vịnh hẹp ở Na Uy, trên chiếc thuyền do Joris Konrad - bạn của Dušan lái, tiến sĩ Asbjørnsen thông báo các nhà khoa học vừa xác định do phản hồi tích cực của lượng khí thải mêtan ở Bắc Cực, tận thế sẽ đến nhanh hơn và loài người sẽ sớm bị tuyệt chủng. Paul hỏi liệu việc thu nhỏ có cứu được nhân loại không, tiến sĩ cho biết quy trình này đến quá muộn vì cho đến nay chỉ có 3% dân số thế giới chọn thu nhỏ. Và trên chuyến hành trình ấy, Paul thường mát xa bàn chân đau buốt bị đoạn của Lan, dần dần hai người có ấn tượng tốt và đã ân ái cùng nhau.
Khi đến khu vực tập trung, mọi người trong đoàn lữ hành phát hiện tại đây đang thực hiện một kế hoạch dự phòng bí ẩn. Nhằm tránh ngày tận thế, những người thu nhỏ đến trước đã đào một căn hầm lớn dưới lòng đất để trú ẩn trong khoảng 8000 năm cho đến khi môi trường bề mặt ổn định. Dušan và Joris hoài nghi về kế hoạch này, trong khi Paul rất hào hứng được vào hầm và muốn Ngọc Lan đi cùng, tuy nhiên cô từ chối và nói rằng ngay cả khi loài người tuyệt chủng, thì đó cũng là chuyện sẽ diễn ra vài trăm năm nữa, những cá nhân cần giúp đỡ chính là những người còn sót lại trên mặt đất. Khi cửa hầm gần đóng lại, Paul đã thay đổi quyết định trong phút cuối, anh chạy ra ngoài và ôm chầm lấy Lan.
Trở lại Leisureland, Paul cùng Ngọc Lan tiếp tục chăm sóc những người dân trong khu ổ chuột, họ cảm thấy mãn nguyện từ những hành động nhỏ nhặt như mang bữa tối cho một cụ già.

## Diễn viên
- Matt Damon trong vai Paul Safrânek, nhà vật lý trị liệu tham gia chương trình Downsizing
- Christoph Waltz trong vai Dušan Mirković, một tay chơi người Serb chuyên trục lợi từ hoạt động kinh doanh phi đạo đức
- Hồng Châu trong vai Trần Ngọc Lan, nhà hoạt động người Việt Nam bị chính phủ thu nhỏ trái ý muốn và kết bạn với Paul sau khi cô đến Leisureland
- Kristen Wiig trong vai Audrey Safrânek, vợ của Paul, người đã ly dị anh sau khi cô quyết định rút lui khỏi quá trình Downsizing
- Rolf Lassgård trong vai tiến sĩ Jørgen Asbjørnsen, người phát minh ra chương trình Downsizing
- Ingjerd Egeberg trong vai Anne-Helene Asbjørnsen, vợ của Jørgen Asbjørnsen
- Udo Kier trong vai Joris Konrad, bạn của Dušan
- Søren Pilmark trong vai tiến sĩ Andreas Jacobsen, nhà khoa học hàng đầu tại viện Edvardsen
- Jason Sudeikis trong vai Dave Johnson, bạn thời thơ ấu của Paul và luôn khuyến khích anh thu nhỏ
- Maribeth Monroe trong vai Carol Johnson, vợ của Dave Johnson
- Margareta Pettersson trong vai Solveig Edvardsen, một trưởng lão lập dị tại thuộc địa nguyên thủy dành cho những người thu nhỏ

Có rất nhiều vai diễn khách mời trong phim, tiêu biểu trong số đó phải kể đến như Joaquim de Almeida trong vai giám đốc hội nghị - tiến sĩ Oswaldo Pereira. James Van Der Beek nhập vai bác sĩ gây mê - bạn học cũ của Paul và cũng là người trò chuyện trong buổi họp mặt trường trung học của họ. Neil Patrick Harris và Laura Dern vào vai Jeff/Laura Lonowski - một cặp vợ chồng chào bán quảng cáo cho Leisureland. Niecy Nash với tư cách là nhân viên bán hàng của Leisureland, Margo Martindale hóa thân thành người phụ nữ nhỏ bé trên xe buýt đưa đón, Donna Lynne Champlin trở thành quản trị viên của Leisureland, Don Lake là hướng dẫn viên Matt của Leisureland và cuối cùng là Kerri Kenney-Silver nhập vai bà mẹ đơn thân Kristen - đối tượng Paul hẹn hò sau khi anh ly hôn.

## Sản xuất
Trong suốt bảy năm gián đoạn giữa những lần phát hành các tác phẩm hợp tác Sideways (2004) và The Descendants (2011). Bộ đôi Alexander Payne và Jim Taylor đã dành hai năm rưỡi để viết kịch bản cho Downsizing, dự tính ban đầu đây sẽ là bộ phim tiếp theo Payne thực hiện sau Sideways cho đến khi bị thay thế bởi The Descendants và Nebraska (2013). Đến ngày 5 tháng 11 năm 2014, báo chí chính thức truyền thông Downsizing sẽ là dự án tiếp theo của Payne sau Nebraska.
Payne, Taylor và Mark Johnson đồng sản xuất Downsizing trong khi khâu kịch bản được chấm bút bởi Payne và Taylor. Vào ngày 8 tháng 1 năm 2015, cánh truyền thông đưa tin Annapurna Pictures sẽ tài trợ và sản xuất bộ phim, Ad Hominem Enterprises - công ty của Payne và Taylor góp phần tham gia vào giai đoạn hậu kỳ. Hãng 20th Century Fox dự định ban đầu sẽ phân phối bộ phim nhưng đến ngày 2 tháng 10 năm 2015 thì Paramount Pictures chính thức giành được quyền phát hành.
Reese Witherspoon đã tham gia dự án vào năm 2009, thời điểm đó Paul Giamatti và Sacha Baron Cohen cũng được chọn gia nhập dàn diễn viên thủ vai chính. Vào ngày 5 tháng 11 năm 2014, Matt Damon chính thức được nhận vai trong phim thay thế Giamatti. Đến ngày 7 tháng 1 năm 2015, Witherspoon xác nhận vẫn tiếp tục tham gia dự án và đây sẽ là lần hợp tác tiếp theo của cô với đạo diễn Payne kể từ tác phẩm Election (1999). Một ngày sau, thông báo cho biết Alec Baldwin, Neil Patrick Harris và Jason Sudeikis sẽ đồng hành cùng bộ phim tuy nhiên sau đó Baldwin lại quyết định rời dự án. Hơn một năm sau, Christoph Waltz và Hồng Châu tham gia Downsizing, trong khi Kristen Wiig sẽ thay thế vị trí của Witherspoon làm vợ nhân vật do Damon thủ vai. Đến tháng 8 năm 2016, Margo Martindale được chọn vào một vai nhỏ trong phim.
Quá trình quay phim chính thức bắt đầu vào ngày 1 tháng 4 năm 2016 lần lượt tại các địa điểm thuộc vùng Mississauga, Toronto, Ontario, đại học Toronto Mississauga và bảo tàng Aga Khan. Việc ghi hình sau đó tiếp tục diễn ra ở Markham, Omaha, Los Angeles và Trollfjorden tại Na Uy. Rolfe Kent đảm nhận phần soạn nhạc cho bộ phim.

## Phát hành
Downsizing công chiếu lần đầu tiên tại Liên hoan phim Venice lần thứ 74 vào ngày 30 tháng 8 năm 2017 và sau đó có màn ra mắt tại Liên hoan phim quốc tế Toronto 2017. Phim được Paramount Pictures phát hành ở các rạp chiếu Mỹ vào ngày 22 tháng 12 năm 2017.
Tại Hoa Kỳ và Canada, Downsizing phát hành cùng thời điểm với Father Figures và Pitch Perfect 3, cũng như phiên bản mở rộng của The Shape of Water và Darkest Hour, phim được dự đoán sẽ thu về 10–12 triệu đô la Mỹ từ 2.668 rạp trong suốt bốn ngày khai trương cuối tuần. Downsizing đã kiếm được 2.1 triệu trong ngày đầu tiên (bao gồm 425.000 đô la Mỹ từ các bản xem trước vào tối thứ Năm) và tiếp tục thu về 4.95 triệu trong ba ngày cuối tuần công chiếu, đứng vị trí thứ 7 phòng vé. Doanh thu đánh dấu sự thất bại tài chính trong nước lần thứ 3 của hãng Paramount Pictures, nối đuôi sau Mother! và Suburbicon. Tuần tiếp theo, phim tuột 5% doanh thu xuống còn 4.7 triệu, xếp thứ 9 trong danh sách.
Đóng màn, bộ phim đã thu về lợi nhuận tổng cộng 24.4 triệu USD tại hai quốc gia là Hoa Kỳ và Canada, cùng với 30.6 triệu USD ở các vùng lãnh thổ khác. Tổng doanh thu đạt ngưỡng 55 triệu USD so với kinh phí sản xuất khoảng 68 triệu USD.

### Video tại gia
Phim được phát hành trên Digital HD vào ngày 6 tháng 3 năm 2018 và theo 3 định dạng Ultra HD Blu-ray, Blu-ray, DVD ở ngày thứ 20 trong cùng tháng.

## Đón nhận
Trên trang web tổng hợp bình luận Rotten Tomatoes, bộ phim nhận được tỷ lệ tán dương đạt ngưỡng 47% dựa trên 301 bài đánh giá, với điểm trung bình ở mức 5.7/10. Phần lớn những lời phê bình đồng thuận trong nhận định: "Downsizing tập hợp một dàn diễn viên tài năng để theo đuổi một số ý tưởng thực sự thú vị - điều này có thể vừa đủ để một số khán giả tha thứ cho những thiếu sót gây khó chịu trong thành phẩm cuối cùng." Trên Metacritic, phim có số điểm trung bình 63/100 dựa trên 48 nhà phê bình, cho thấy "các bài đánh giá nhìn chung là thuận lợi". Cuộc thăm dò ý kiến khán giả bởi CinemaScore đã cho điểm trung bình bộ phim là "C" trên thang điểm từ A+ đến F.
Cây bút Todd McCarthy của tờ The Hollywood Reporter - người cuối cùng đã bình chọn Downsizing là bộ phim hay nhất năm 2017 của bản thân - đã ca ngợi tác phẩm "to lớn và đẹp", ông đánh giá cao về phần chỉ đạo và màn thể hiện của dàn diễn viên chính, đồng thời nhận định "đây là một bộ phim mang tính nhân văn sâu sắc, giống như những tác phẩm kinh điển hay nhất của Hollywood, nó mang đến cảm giác trọn vẹn trong từng khoảnh khắc và vượt thời gian. Đây là cú tung xúc xắc đầy rủi ro, nhưng lại trúng số độc đắc sáng tạo." Nhà phê bình Xan Brooks của tờ The Guardian ưu ái dành cho Downsizing số điểm 5/5 sao, gọi bộ phim là "kiệt tác thu nhỏ của Alexander Payne". Bên cạnh đó, Peter Travers của tờ Rolling Stone chấm 3.5/4 sao và cho biết "với những màn trình diễn đáng kinh ngạc và hiệu ứng đặc biệt, tác phẩm châm biếm khoa học giả tưởng của đạo diễn Alexander Payne tràn ngập niềm vui của những điều bất ngờ."
Ngược lại, cây bút David Sims của The Atlantic lại đánh giá tiêu cực về bộ phim và viết: "Nếu Payne có sự kết hợp của nhiều thể loại, thì Downsizing có thể là một kiệt tác. Tiết lộ nhé (không cần phải in nhỏ): anh ấy thì không." Keith Uhlich của tạp chí Slant đã chấm bộ phim 1.5/4 sao và cho biết: "Payne [...] có vẻ như nghĩ rằng anh ấy đang đưa ra một tuyên bố vĩ đại nào đó. Vì vậy, bạn chỉ cần ngồi lại và ngạc nhiên về cái cách mà tầm với của anh liên tục vượt xa khỏi tầm tay chính mình." Ngoài ra, nhà phê bình Richard Brody của tờ The New Yorker nhận định thêm Downsizing là "ba phim trong một - một phim khá, một phim xuất sắc và một phim khủng khiếp. Chúng thống nhất trong việc hiện thực hóa ý tưởng lớn của tác phẩm, nhưng sức căng của phim chạy theo ý tưởng lớn lại là điểm yếu bao trùm của nó."

## Giải thưởng
| Giải thưởng                                     | Hạng mục                                              | Người nhận                             | Kết quả   | Ref.                        |
| ----------------------------------------------- | ----------------------------------------------------- | -------------------------------------- | --------- | --------------------------- |
| Giải Hiệp hội Giám đốc Nghệ thuật               | Thiết Kế Sản Xuất Phim Đương Đại Xuất Sắc Nhất        | Stefania Cella                         | Đề cử     | [ 36 ]                      |
| Giải Hiệp Hội Phê Bình Phim Columbus            | Nữ Diễn Viên Phụ Xuất Sắc Nhất                        | Hồng Châu                              | Đề cử     | [ 37 ] [ 38 ]               |
| Giải Sự Lựa Chọn Của Giới Phê Bình              | Nữ Diễn Viên Phụ Xuất Sắc Nhất                        | Hồng Châu                              | Đề cử     | [ 39 ]                      |
| Giải Hiệp Hội Phê Bình Phim Florida             | Nữ Diễn Viên Phụ Xuất Sắc Nhất                        | Hồng Châu                              | Đề cử     | [ 40 ] [ 41 ]               |
| Giải Quả Cầu vàng                               | Nữ Diễn Viên Phụ Xuất Sắc Nhất                        | Hồng Châu                              | Đề cử     | [ 42 ]                      |
| Giải Trailer Vàng                               | Áp Phích Quốc Tế Xuất Sắc Nhất                        | Paramount Pictures & Ignition Creative | Đề cử     | [ 43 ] [ 44 ]               |
| Giải Hiệp Hội Phê Bình Âm Nhạc Điện Ảnh Quốc Tế | Bản Nhạc Gốc Phim Hài Hay Nhất                        | Rolfe Kent                             | Đề cử     | [ 45 ] [ 46 ]               |
| Giải Ủy Ban Quốc Gia Về Phê Bình Điện Ảnh       | Top 10 Phim Hay Nhất                                  | Downsizing                             | Đoạt giải | [ 47 ]                      |
| Giải Hiệp Hội Điện Ảnh & Truyền Hình Trực Tuyến | Nữ Diễn Viên Phụ Xuất Sắc Nhất                        | Hồng Châu                              | Đề cử     | [ 48 ]                      |
| Giải Liên Hoan Phim Quốc Tế Santa Barbara       | Giải Thưởng Tài Năng                                  | Hồng Châu                              | Đoạt giải | [ 49 ]                      |
| Giải Vệ tinh                                    | Thiết Kế Sản Xuất Và Chỉ Đạo Nghệ Thuật Xuất Sắc Nhất | Downsizing                             | Đề cử     | [ 50 ]                      |
| Giải Sao Thổ                                    | Phim Kỳ Ảo Hay Nhất                                   | Downsizing                             | Đề cử     | [ 51 ]                      |
| Giải Nghiệp Đoàn Diễn Viên Màn Ảnh              | Nữ Diễn Viên Phụ Xuất Sắc Nhất                        | Hồng Châu                              | Đề cử     | [ 52 ]                      |
| Giải Hiệp Hội Phê Bình Phim St. Louis           | Nữ Diễn Viên Phụ Xuất Sắc Nhất                        | Hồng Châu                              | Đề cử     | [ 53 ]                      |
| Giải Liên Hoan Phim Venice                      | Sư Tử Vàng                                            | Downsizing                             | Đề cử     | [ 54 ] [ 55 ] [ 56 ] [ 57 ] |
| Giải Hiệp hội Hiệu ứng Hình ảnh                 | Hiệu Ứng Hình Ảnh Xuất Sắc Nhất                       | Quattro, MacLeod, Nazé và Price        | Đề cử     | [ 58 ]                      |